# Kenji Tsuruta
Kenji Tsuruta (jap. 鶴田 謙二, Tsuruta Kenji; * 1961 in der Präfektur Kanagawa, Japan) ist ein japanischer Manga-Zeichner, Illustrator und Charakterdesigner.

## Leben
Bevor sein Debüt als professioneller Manga-Zeichner erschien, zeichnete Tsuruta Dōjinshi und arbeitete als Assistent für mehrere Manga-Zeichner.
Seinen ersten Manga veröffentlichte er schließlich 1986 mit der Kurzgeschichte Hirokute Suteki na Uchū Janai ka (広くてすてきな宇宙じゃないか, dt. „Es ist ein großes, wunderbares Universum, nicht wahr?“). Diese wurde vom Kodansha-Verlag preisgekrönt und war gleichzeitig die erste in einer Reihe von Kurzgeschichten, die später im Sammelband Spirit of Wonder verlegt wurden. Die Spirit of Wonder-Geschichten erschienen noch bis 1995 in den Manga-Magazinen Morning und Afternoon, wurden in einen Anime-Film und eine OVA verfilmt und in mehrere Sprachen übersetzt.
In den folgenden Jahren entwickelte Tsuruta einen grafisch sehr detaillierten Zeichenstil und zeichnete nur wenige Manga. Seine Artbooks Hydrogen und Eternal wurden jedoch zu großen Erfolgen und die Anime-Serie Abenobashi Mahō Shōtengai, für die er das Charakterdesign entwarf und eine dazugehörige Manga-Serie zeichnete, erreichte unter Anime-Fans Kultstatus. Sein 2003 veröffentlichter Manga Forget-me-not, der Episoden aus dem Alltag einer jungen japanischen Detektivin in Venedig beschreibt, musste in Japan innerhalb von kürzester Zeit nachgedruckt werden und erschien unter anderem auch in Frankreich und Deutschland.
Tsurutas Werke sind meist dem Science-Fiction-Genre zuzuordnen und sind stark von Schriftstellern wie Jules Verne und H.G. Wells beeinflusst. Auch die Manga-Zeichner Yukinobu Hoshino (unter anderem 2001 Ya Monogatari), der als einer der führenden im Science-Fiction-Bereich gilt, und Tetsuya Chiba (Ashita no Joe) hatten einen großen Einfluss auf Tsuruta.
Für seine herausragende künstlerische Leistung erhielt Tsuruta sowohl 2000 als auch 2001 den Seiun-Preis für Science-Fiction-Literatur.
Zudem arbeitet er als Illustrator und zeichnete unter anderem die Cover für die japanische Romanausgabe des Verlags Tōkyō Sōgensha von Captain Future oder die Ausgaben des S-F Magazine Jahrgang 2000, sowie Illustrationen für Romanreihen, wie Shinji Kajios Emanon für die er auch die Manga-Adaption zeichnete, Miyuki Miyabes Brave Story oder Hiroshi Moris Sky Crawler.

## Werke
Manga:
- Spirit of Wonder, 1986–1995, 1 Band
- SF Meibutsu (SF名物), 1997
- Abenobashi Mahō Shōtengai (アベノ橋魔法☆商店街), 2002
- Forget-me-not, 2003
- Omoide Emanon (おもいでエマノン), 2008, nach dem gleichnamigen Roman von Shinji Kajio
- Emanon: Sasurai Emanon Episode:1 (EMANON　さすらいエマノン Episode:1), 2008 mit Autor Shinji Kajio
- Bōken Erekite-shima (冒険エレキテ島), 2011

Artbooks:
- Tsuruta Kenji Kyōyō Gashū: Made in China (鶴田謙二教養画集 MADE IN CHINA), 1997? auf CD-ROM
- Suiso – Hydrogen (水素－hydrogen), 1997
- Eternal, 1998
- Watermark 1999, 1998
- Hitahita (ひたひた), 2002
- Comet (コメット, Kometto), 2004
- Future, 2011